# Carmen Boullosa

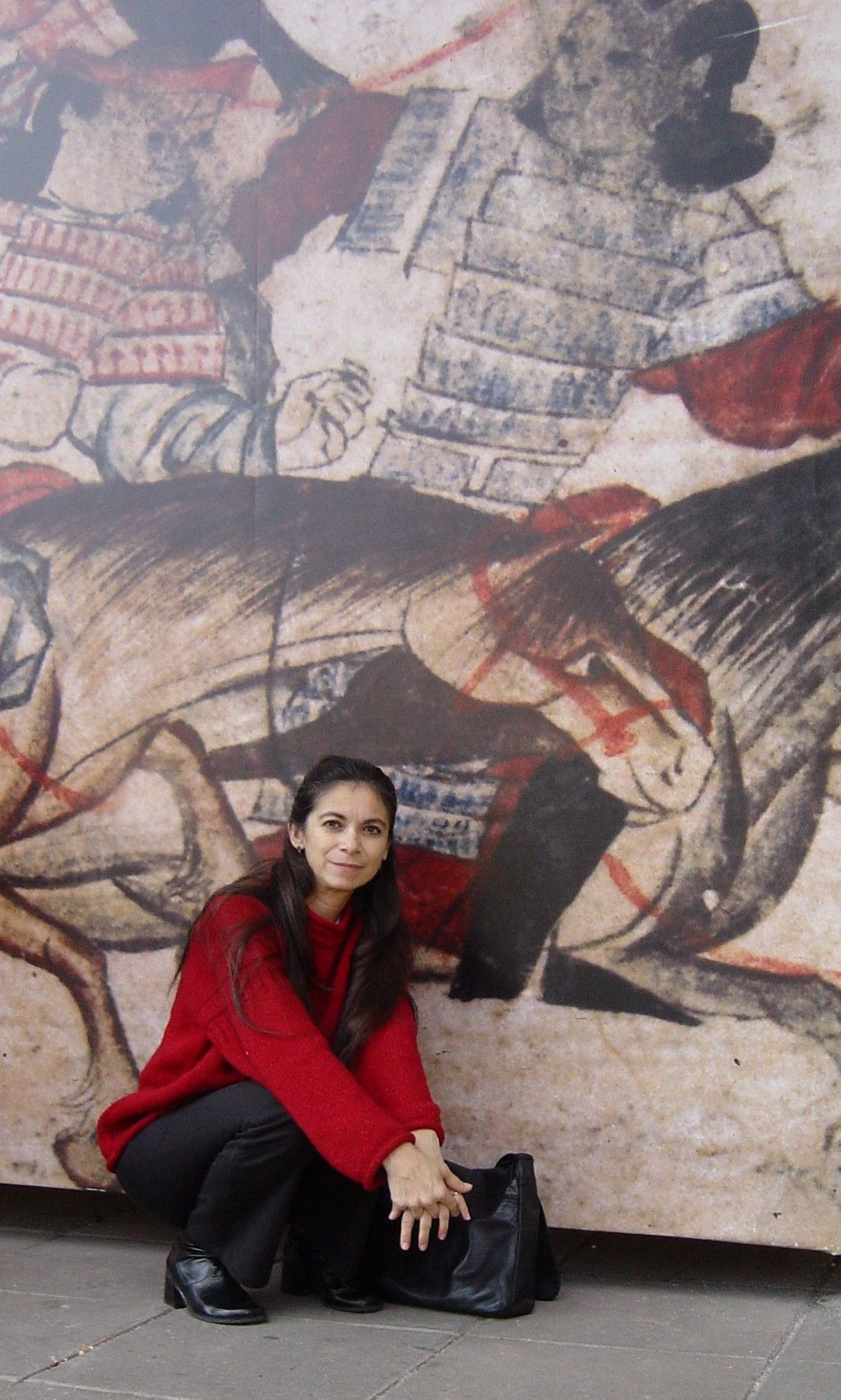
Carmen Boullosa à Leoben, en Autriche, en 2002.

Carmen Boullosa, née le 4 septembre 1954 à Mexico, est une poétesse, romancière et dramaturge majeure de la littérature mexicaine contemporaine. Son œuvre éclectique et inclassable aborde généralement les questions du féminisme et du rôle des genres dans le contexte latino-américain. Ses écrits ont été salués par un grand nombre d’auteurs essentiels, parmi lesquels Carlos Fuentes, Alma Guillermoprieto ou Elena Poniatowska ainsi que par des revues renommées telles que Publishers Weekly. Carmen Boullosa a remporté de nombreux prix et a enseigné à l'université de Georgetown, l'université Columbia et l'université de New York (NYU) ainsi que dans les universités d’une douzaine d’autre pays. Elle est aujourd’hui professeur honoraire au City College de New York. Elle a deux enfants – Maria Aura et Juan Aura – de son précédent partenaire, Alejandro Aura, et est mariée à Mike Wallace, coauteur lauréat du prix Pulitzer en 1999 pour Gotham: A History of New York City to 1898.

## Biographie
Carmen Boullosa a écrit plus d’une douzaine de romans dont certains ont été traduits dans cinq langues. Si son premier roman, Disparaître (Mejor Desaparece, 1987) annonce brillamment les thèmes que l’auteur abordera par la suite et révèle la singularité de son style, Eux les vaches, nous les porcs (Son vacas, somos puercos, 1991) reste son ouvrage le plus renommé. L’histoire est narrée à la première personne par un vieil homme qui retrace sa vie. Enlevé à l’âge de treize ans et envoyé loin de sa France natale à bord d’un navire d’esclaves voguant droit vers les Indes occidentales, il rejoindra pour regagner sa liberté un groupe de pirates sans foi ni loi. Boullosa compare ici deux systèmes sociétaux et politiques très différents, ceux de l’Europe traditionnelle et ceux des Pirates affranchis. Dans La milagrosa (1993), la protagoniste est une jeune fille disposant du pouvoir étrange de soigner les maladies et d’accomplir d’autres miracles durant son sommeil. Alors même qu’elle craint que ses pouvoirs ne disparaissent si elle lui consacre trop de temps, elle tombe amoureuse d’Aurelio Jimenez, un détective envoyé pour la discréditer. L’intrigue se clôt sur l’ambiguïté d’un meurtre non résolu. Duerme, L’eau des lacs du temps jadis (Duerme, 1994), conte l’histoire de Claire, Française dont la mère était prostituée. Cherchant à s’extraire de sa condition, elle atteint l’Espagne vêtue en homme. Pour sauver un sujet du roi d'Espagne, elle révèle son secret et se prépare à subir la pendaison. Cependant, auparavant, elle est blessée au sein gauche et son sang se trouve remplacé par l’eau des lacs de Mexico dont les pouvoirs magiques lui permettent de survivre à sa punition.
Carmen Boullosa est également connue pour son Teatro herético (1987), une compilation de trois parodies sous la forme d’une pièce : Aura y las once mil vírgenes, Cocinar hombres et  Propusieron a María. La première raconte l’histoire d’un homme appelé par Dieu pour déflorer onze mille vierges dans sa vie et ainsi résoudre les problèmes de surpopulation du paradis, ses victimes devant patienter au purgatoire pour un temps. L’homme utilise alors ses rencontres sexuelles comme matière pour ses publicités télévisées, et accomplit ainsi une brillante carrière. Cocinar hombres est l’histoire de deux jeunes filles qui se découvrent sorcières la nuit venue, et volent au-dessus de la terre pour tenter les hommes sans pour autant les satisfaire. Enfin, la dernière pièce conte de façon satirique la conversation entre Joseph et Marie avant que cette dernière ne donne naissance à Jésus et rejoigne le paradis.

## Œuvres

### Théâtre
- Los Totoles, Editorial Alfaguara, México, 2000.
- Mi versión de los hechos, Arte y Cultura ediciones, México, 1997.
- Pesca de piratas: audiolibro, Producción de Radio Educación, México, 1993.
- Teatro Herético: Propusieron a Maria: diálogo imposible en un acto, Cocinar Hombres, Aura y las once mil vírgenes. Universidad Autónoma de Puebla, Puebla, Mexico, 1987.
- Cocinar hombres: obra de teatro intimo, Ediciones La Flor, Mexico, 1985.

### Romans
- Las paredes hablan, Siruela, 2010
- El complot de los Románticos, Siruela, 2009
- The Virgin and the Violin, Siruela, 2008
- El Velázquez de París, Siruela, 2007
- La novela perfecta, Alfaguara, 2006
- La otra mano de Lepanto, Editorial Siruela, Madrid, 2005.
- De un salto descabalga la reina, Editorial Debate, Madrid, 2002.
- Treinta años, Alfaguara, 1999.
- Cielos de la tierra, Alfaguara, 1997.
- Quiza, Monte Avila Editores, Caracas, 1995.
- Duerme, Alfaguara, Madrid, 1994. / Français : Duerme, L'eau des lacs du temps jadis, L'Atalante, 1997, et Le Serpent à plumes 1999, traduction de Claude Fell.
- La milagrosa, Era, 1993.
- Llanto: novelas imposibles, Era, 1992.
- El medico de los piratas: bucaneros y filibusteros en el Caribe, Ediciones Siruela Madrid, 1992.
- Son vacas, somos puercos: filibusteros del mar Caribe, Era, Mexico City, 1991. / Français : Eux les vaches, nous les porcs, Le serpent à plumes, Paris, 2002, traduction de Claude Fell.
- Antes, Vuelta, Mexico, 1989. /  Français : Avant, Les Allusifs,  Québec, Canada, 2002, traduction de Sabine Coudassot-Ramírez.
- Mejor desaparece, Océano, Mexico, 1987. / Français : Disparaître, DuB éditions, Nîmes, France, 2012, traduction de Sabine Coudassot-Ramírez.